# Kalvholmen (vid Horslök, Lovisa)
Kalvholmen är en ö i Finland. Den ligger i Finska viken och i kommunen Lovisa i den ekonomiska regionen  Lovisa i landskapet Nyland, i den södra delen av landet. Ön ligger omkring 56 kilometer öster om Helsingfors.
Öns area är 12,7 hektar och dess största längd är 0,6 kilometer i öst-västlig riktning. Ön höjer sig omkring 20 meter över havsytan.